# 南線 (デンマーク)
デンマーク国鉄南線（デンマーク語: Sydbanen）とはデンマーク王国シェラン地域のレングステズのレングステズ駅からネストヴェズを経て同レズビュハウンのロービュ・フェリー駅に至る全長119.3kmの路線である。支線としてニュクービン・ファルスタとゲサを結ぶ全長23.0kmの路線も存在する。渡り鳥コースの一部を形成する。

## 概要
デンマークで5番目に旅客輸送量の多い路線であり、ネストヴェズ駅は1日当たり約9,000人が利用する。
1960年代にはレングステズ - ネストヴェズ間の普通列車が削減され、その後も複数の小駅も廃止された。グレートベルト・リンクの開通前は渡り鳥コースの一部として機能していた路線であり、今日でもハンブルク方面へのユーロシティが経由する。
ニュクービン・ファルスタからゲサに至る支線の輸送量は極めて少なく、2008年時点では1日1往復が運行されるのみであり、2010年にはこれも廃止された。